# Modelo de Operação 5
Modelo de operação 5 (hebraico: דוגמן 5, Doogman 5) foi uma operação ocorrida em 7 de outubro de 1973, segundo dia da Guerra do Yom Kipur. A operação envolveu a Força Aérea de Israel contra estações de mísseis antiaéreos, sobre as colinas de Golã.
A Operação foi amplamente planejada com o objetivo de destruir todas as baterias sírias de lançamento de SAM, localizadas no Golã. A fim de evitar ser detectadas por radares sírios, as aeronaves se aproximaram dos alvos em uma altitude muito baixa.
Devido à falta de atualização nos mapas e o excesso de confiança do IMINT, as aeronaves israelenses não encontraram seus alvos, que já haviam sido deslocados para outras localidades.
O resultado da Operação Modelo 5 foi catastrófico para as forças de ataque: seis aeronaves F-4 Phantom foram abatidas sobre a Síria e várias outras foram danificados, as remanescentes retornaram para a Base Área Ramat David. A maioria das aeronaves foram danificadas, tendo sido atingidas principalmente pela artiharia antiaérea ZSU-23∙4,  a qual teve um efeito devastador devido às investidas israelenses a baixa altitude. Dois tripulantes foram mortos e nove capturado pelos sírios, somente uma única bateria SAM síria foi destruída.
Espantados com as dificuldades na supressão das defesas aéreas inimigas em ambas as frentes da Guerra do Yom Kippur e da consequente degradação da eficácia da Força Aérea de Israel, os israelenses passaram os anos seguintes desenvolvendo uma estratégia abrangente para suprimir as defesas aéreas inimigas. Estes esforços culminaram 9 anos mais tarde, na Operação Mole Cricket 19, onde eles foram capazes de, pela primeira vez na história, destruir toda as baterias SAM soviéticas em questão de horas.